# Blue Gender
Blue Gender (ブルージェンダー, Burú Džendá) je 26dílné postapokalyptické akční sci-fi anime vytvořené Rjósukem Takahašim (který je známý díky dílům Armored Trooper Votoms a Gasaraki) vysílaný v Japonsku během let 2000 a 2001 (do Česka tento seriál zavítal až v roce 2005 na televizním kanále A+). Seriál Blue Gender vyrobilo studio AIC. Společnost AIC také vyrobila kompilační film Blue Gender: The Warrior (na A+/Animaxu uveden jako Blue Gender – Zrozen k boji), jenž shrnuje veškeré dění v seriálu a přidává také několik scén navíc. V Austrálii získalo toto anime rating M (mature), zatímco verze, která běžela na A+, byla označena jako 16+.

## Synopse
Júdži Kaidó je člověk, u něhož byla v roce 2009 zjištěna choroba, se kterou si vědci neví rady. Jediné řešení, které se nabízí, je kryogenicky zmrazit Júdžiho a několik dalších lidí, u nichž byla tato nemoc taktéž zjištěna, dokud vědci nepřijdou na účinný lék. Tento experiment je nazván Spánek. Júdži se následně po 21 letech probouzí v době, kdy svět ovládla insektoidní stvoření zvaná blue. Svět už není takový, jaký býval, člověk je na seznamu ohrožených druhů planety a samotná planeta je pro lidstvo neobyvatelná. Pouze několik lidí vybraných vládou (vědci, přední myslitelé…) se vydalo do vesmíru, a to konkrétně na vesmírnou základnu známou jako Druhá Země.
V seriálu jsou obsaženy prvky mecha, hentai, hororu, sci-fi i romantiky. Převažuje však akce, drama a science fiction.

## Postavy

### Hlavní postavy
- Marlene Angel

(japonsky マリーン・エンジェル, Mariin Endžeru), seijú: Hóko Kuwašima
Sirota, jejíž rodiče byli zabiti v den, kdy blue ve velkém napadli lidstvo. Marlene byla jednou z těch šťastných, které čekala Druhá Země. Zde byla vytrénována, aby bojovala proti blue (z Druhé Země byly často vysílány výsadky na Zemi). V době, kdy objevila Júdžiho, jednoho ze Spáčů, působí velmi chladným dojmem a k celé věci přistupuje velmi sebejistě, bez emocí, vojensky. Postupem času se však zejména díky Júdžimu „lidskému” vlivu emočně vyvíjí.
- Júdži Kaidó

(japonsky 海堂祐司, Kaidó Júdži), seijú: Kendži Nodžima
Píše se rok 2009 a Júdži pracuje na benzínové pumpě až do doby, kdy je mu diagnostikována životu nebezpečná choroba (B-buňky), což vyžaduje kryogenické zmražení do té doby, než se nevytvoří účinná vakcína. Ve třicátých letech jednadvacátého století se Júdži opět probouzí (najde jej skupina vojáků z Druhé Země), ovšem svět, jaký dosud znal, je pryč. Začíná svou cestu na Druhou Zemi, ale jeho zdravotní stav se horší a setkání s přeživšími lidmi na téměř zničené Zemi jeho emoční stav ještě více zhoršuje.

### Blue
Blue se vyvinuli z B-buněk, které infikovaly celou řadu lidí. Tehdejší vědci experimentovali s těmito B-buňkami i na zvířatech, u kterých se projevila mutační změna; tato infikovaná zvířata se pak pářila se zvířaty neinfikovanými, čímž byla spuštěna evoluce. B-buňky se na Zemi objevily z jednoho prostého důvodu – měly zredukovat lidstvo, aby nehrozilo planetě přelidnění.
Většina druhů blue je abnormální v porovnání s běžnými druhy brouků. Blue nahání hrůzu a mají velikou sílu; rozmačkají auto i tank naprosto bez problému. Po zabití člověka na něj nanesou trávicí šťávy a s dalšími takto zabitými a upravenými lidmi z nich udělají zelený zámotek, takže jim potrava vydrží i na pozdější krmení. Většina druhů blue má na hlavě trubicovitý otvor, tzv. jádro. Pokud je jádro zasaženo, tak blue umírá. Toto jádro si snaží krýt útvarem připomínající zobák. Postupně se vyvíjejí druhy, které „zobák” nemají (mají exoskelet, který z nich dělá téměř nezranitelný poddruh). Proč se přesně jmenují blue je zatím nejasné.
- Double Boat

Podobá se obří housence, která je asi stejně velká jako tur domácí. Jádro má uvnitř hrudi namísto hlavy, takže je těžké tento druh zabít. Dva vyčnívající orgány na hlavě umožňují uvolnit kyselinu na nepřátele.
- Chopper

Veliký, roháčovitý druh blue s hnědým exoskeletem. Má pár „kleští”. Jedná se o druhý druh blue, se kterým Júdži přijde do styku. Umí si zakrýt jádro, ale jakmile přechází do útoku, stává se zranitelným.
- Rocket Bug

Nosatcovitý druh blue, který umí sám sebe díky břichu „vystřelit”.
- Tank Beetle

Vrubounovitý druh blue. První blue, kterého Júdži viděl.
- Tank Beetle II

Děsivější varianta Tank Beetle I. Rodí se s biologickým pláštěm přes jádro, což přispívá k větší odolnosti vůči útokům.
- Land Whale

Největší ze všech druhů blue, jež se zatím podařilo spatřit. Tento druh blue připomíná velkého obrněného červa a hada v jednom. Jeho pancíř chrání jádro (ze kterého vypouští vzduch jako velryba). Ve filmu je vidět porod dvou takovýchto bytostí skrz ústní otvor.
- Man Eater

Vypadá jako obrovská kudlanka a plaz dohromady, umí létat.
- Man Eater II

Na rozdíl od prvního Man Eatera toto stvoření vypadá jako částečně dvounohý pavouk. Oči má na spodní čelisti a horní část hlavy tvoří ústní otvor.
- Spring Worm

Červovitý blue, jenž má červené oči a rozeklaná ústa. Má modrý obrněný ocas se špičatým bodcem na konci, se kterým se může dobře bránit. Vyvíjí se na jaře; odtud název.
- Clincher

Blue s chapadly na hlavě, jimiž umí vysávat elektřinu. Špička jeho břicha svítí zeleně, když je bytost připojena k elektřině. Má také schopnost asimilovat člověka a ovládnout tělo jako mimozemšťan z Carpenterova filmu Věc, kde hraje hlavní roli Kurt Russell.

## Epizody
| #  | Název epizody | A+ název           |
| -- | ------------- | ------------------ |
| 1  | One Day       | Den první          |
| 2  | Cry           | Vysvětlení         |
| 3  | Trial         | Zkouška            |
| 4  | Agony         | Agónie             |
| 5  | Priority      | Pořadí důležitosti |
| 6  | Relation      | Smysl              |
| 7  | Sympathy      | Sympatie           |
| 8  | Oasis         | Oáza               |
| 9  | Confirm       | Potvrzení          |
| 10 | Tactics       | Taktika            |
| 11 | Go Mad        | Šílenství          |
| 12 | Progress      | Postup             |
| 13 | Heresy        | Kacířství          |
| 14 | Set           | Vysvětlení         |
| 15 | Calm          | Klid               |
| 16 | A Sign        | Znamení            |
| 17 | Eclosion      | Změna začíná       |
| 18 | Chaos         | Chaos              |
| 19 | Collapse      |                    |
| 20 | Versus        |                    |
| 21 | Joker         | Vtipálek           |
| 22 | Dogma         |                    |
| 23 | Soliste       |                    |
| 24 | Compass       |                    |
| 25 | Adagio        | Nový boj           |
| 26 | Let Me        | Musím jít          |